# Louise Watkin
Louise Watkin, ook bekend onder de achternaam Walmsley (Stockholm, 13 augustus 1992) is een Britse gehandicapte zwemster.
Ze werd geboren zonder linkerhand en zonder een gedeelte van de onderarm. Ze nam deel aan zwemcompetities voor minder validen. Watkin is geclassificeerd in de S9, SB9 en SM9 categorieën..
Ze debuteerde tijdens de wereldkampioenschappen van 2006 in Zuid-Afrika.. Haar vroegere trainers waren o.a. Robin Brew i John Stout
Tijdens de Paralympische Zomerspelen van Beijing in 2008 won ze één zilveren en drie bronzen medailles. Vier jaar later in 2012 tijdens de Paralympische Zomerspelen van Londen won ze één zilveren en twee bronzen medailles.
Ook won ze diverse (gouden, zilveren en bronzen) medailles tijdens Europese en wereld kampioenschappen. Zo behaalde ze in 2010 de eerste plaats tijdens de wereldkampioenschappen zwemmen in Eindhoven op de 50 m vrije slag in 29,26 seconden.

## Beste uitslagen

### Paralympische Spelen
| Evenement    | Resultaat | Onderdeel                          |
| ------------ | --------- | ---------------------------------- |
| Beijing 2008 | zilver    | 100 meter vrije slag, S9           |
| Beijing 2008 | brons     | 50 meter vrije slag, S9            |
| Beijing 2008 | brons     | 100 meter schoolslag, SB9          |
| Beijing 2008 | brons     | 200 meter wisselslag, SM9          |
| Londen 2012  | zilver    | 4x100 meter wisselslag (estafette) |
| Londen 2012  | brons     | 200 meter wisselslag, SM9          |
| Londen 2012  | brons     | 4x100 meter vrije slag (estafette) |

### Wereldkampioenschappen
| Evenement           | Resultaat | Onderdeel                      |
| ------------------- | --------- | ------------------------------ |
| Eindhoven 2010      | goud      | 50 m vrije slag, S9            |
| Eindhoven 2010      | zilver    | 100 m schoolslag, SB9          |
| Eindhoven 2010      | zilver    | 200 m wisselslag, SM9          |
| Eindhoven 2010      | zilver    | 4x100 m wisselslag (estafette) |
| Eindhoven 2010      | brons     | 100 m vrije slag               |
| Rio de Janeiro 2009 | goud      | 4x100 m vrije slag (estafette) |
| Rio de Janeiro 2009 | zilver    | 50 meter vrije slag            |
| Rio de Janeiro 2009 | brons     | 100 meter vrije slag           |